# اندوه (ترانه)
اندوه (به انگلیسی: Sorrow) آهنگ پایانی آلبوم لغزش آنی در عقل از گروه موسیقی پراگرسیو راک انگلیسی پینک فلوید است که در سال ۱۹۸۷ منتشر شد.

## شعر و موسیقی
این آهنگ توسط دیوید گیلمور خواننده و گیتارنواز گروه پینک فلوید نوشته شده‌است.گیلمور معتقد است هرچند نوشتن شعر برای آهنگ‌ها نقطه‌ی قوت او نیست، اما شعر این آهنگ یکی از قوی‌ترین شعرهای وی بشمار میآید.
 "اندوه آهنگی است که قبل از ساختن آهنگ شعرش را نوشتم که این برای من در ساختن آهنگ‌ها کم پیش می‌آید.."— دیوید گیلمور، 

## در آلبوم‌های دیگر
نسخه‌ی زنده از این آهنگ در آلبوم صدای دلچسب رعد و تکانه قرار دارد.همچنین این آهنگ در مجموعه گردآوری‌شده پژواک‌ها: بهترین‌های پینک فلوید که در سال ۲۰۰۱ منتشر شد نیز قرار گرفت.

## سازندگان و نوازندگان
- دیوید گیلمور - خواننده،گیتارنواز،سینث‌سایزر،ماشین درام،کیبورد
- ریچارد رایت - سینث‌سایزر
- تونی لوین - بیس گیتار
- باب ازرین - کیبورد